# Ханс I фон Хевен
Ханс I фон Хевен (на немски: Hans I, Herr zu Hewen; † сл. 24 май 1395) е рицар, господар от род Хевен (в Хегау). Резиденцията на род Хевен от 13 век е замък Хоенхевен в Енген при Констанц в Баден-Вюртемберг.
Той е син на Петер I фон Хевен, господар на Енген († 1371) и съпругата му Кунигунда († сл. 1357). Внук е на Буркхард фон Хевен († 1321) и правнук на Рудолф III фон Хевен 'Млади' († сл. 1295). Баща му се жени втори път за Катарина фон Фюрстенберг († 1382).
Брат е на Хайнрих I фон Хевен, господар на Грисенберг († 1388/1389), на Буркхард фон Хевен († 1398), епископ на Констанц (1387 – 1398), и на Маргарета (Грета) фон Хевен († 1398), омъжена I. пр. 2 септември 1355 г. за граф Конрад I фон Хоенберг-Алтенщайг († 1356) и II. 1357/1358 г. за фрайхер Стефан I фон Гунделфинген († 1395). Роднина е на Хайнрих фон Хевен († 1462), епископ на Констанц (1436 – 1462).
Господарите фон Хевен измират по мъжка линия през 1570 г. с Алберт Арбогаст фон Хевен.

## Фамилия
Ханс I фон Хевен се жени за графиня Анна фон Монфор († 5 юли 1381), дъщеря на граф Рудолф IV фон Монфор-Фелдкирх († 1375) и Анна фон Берг-Шелклинген († 1362), дъщеря на граф Улрих III фон Берг-Шелклинген († сл. 1316) и Луитгард фон Калв. Бракът е бездетен. 